# Poème de l'amour et de la mer
Le Poème de l'amour et de la mer op. 19 est une composition pour une voix et orchestre d'Ernest Chausson, écrite entre 1882 et 1892. Dédié à Henri Duparc, il constitue, avec la Chanson perpétuelle, l'œuvre pour voix et orchestre majeure du musicien.
Les textes sont tirés des Poèmes de l'amour et de la mer, recueil publié en 1876 par Maurice Bouchor, un ami du compositeur. La gestation du Poème de l'amour et de la mer, particulièrement longue (près de dix ans), s'achève le 13 juin 1892.
L'œuvre comprend deux parties séparées par un court interlude orchestral. Par la suite, Chausson a publié à part, sous le titre Le Temps des lilas, les quatre dernières strophes de la seconde partie․
La première audition a eu lieu le 21 février 1893 à Bruxelles par le ténor Désiré Demest, avec le compositeur au piano. La version avec orchestre a été donnée à Paris le 8 avril de la même année par l'orchestre de la Société nationale de musique sous la direction de Gabriel Marie, avec en soliste Éléonore Blanc, soprano.
L'exécution de l'œuvre dure un peu moins de trente minutes.

## Discographie sélective
Le Poème de l'amour et de la mer a fait l'objet les 9 et 10 mai 1955 d'une gravure réalisée par Decca au Kingsway Hall de Londres avec Irma Kolassi et l'Orchestre philharmonique de Londres placé sous la direction de Louis de Froment (OCLC 4803993).
Très récemment, deux enregistrements du Poème de l'amour et de la mer figurent sur des albums : en 2019, c'est Véronique Gens qui chante le poème de Chausson, accompagnée par l'orchestre national de Lille sous la direction de Alexandre Bloch sous le label Alpha Classic ; en 2024, le ténor Benjamin Bernheim propose dans son album "Douce France" une version pour ténor avec accompagnement piano.

## Les poèmes

### La Fleur des eaux
L'air est plein d'une odeur exquise de lilas,

Qui, fleurissant du haut des murs jusques en bas,

Embaument les cheveux des femmes.

La mer au grand soleil va toute s'embraser,

Et sur le sable fin qu'elles viennent baiser

Roulent d'éblouissantes lames.
Ô ciel qui de ses yeux dois porter la couleur,

Brise qui vas chanter dans les lilas en fleur

Pour en sortir tout embaumée,

Ruisseaux qui mouillerez sa robe,

Ô verts sentiers, 

Vous qui tressaillerez sous ses chers petits pieds,

Faites-moi voir ma bien-aimée !
Et mon cœur s'est levé par ce matin d'été ;

Car une belle enfant était sur le rivage,

Laissant errer sur moi des yeux pleins de clarté,

Et qui me souriait d'un air tendre et sauvage.
Toi que transfiguraient la Jeunesse et l'Amour,

Tu m'apparus alors comme l'âme des choses ;

Mon cœur vola vers toi, tu le pris sans retour,

Et du ciel entr'ouvert pleuvaient sur nous des roses.
Quel son lamentable et sauvage

Va sonner l'heure de l'adieu !

La mer roule sur le rivage,

Moqueuse, et se souciant peu 

Que ce soit l'heure de l'adieu.
Des oiseaux passent, l'aile ouverte,

Sur l'abîme presque joyeux ;

Au grand soleil la mer est verte,

Et je saigne, silencieux, 

En regardant briller les cieux.
Je saigne en regardant ma vie 

Qui va s'éloigner sur les flots ;

Mon âme unique m'est ravie

Et la sombre clameur des flots

Couvre le bruit de mes sanglots.
Qui sait si cette mer cruelle 

La ramènera vers mon cœur ?

Mes regards sont fixés sur elle ;

La mer chante, et le vent moqueur

Raille l'angoisse de mon cœur.

### La Mort de l'amour
Bientôt l'île bleue et joyeuse

Parmi les rocs m'apparaîtra ;

L'île sur l'eau silencieuse

Comme un nénuphar flottera.
À travers la mer d'améthyste

Doucement glisse le bateau,

Et je serai joyeux et triste

De tant me souvenir bientôt !
Le vent roulait les feuilles mortes ;

Mes pensées

Roulaient comme des feuilles mortes,

Dans la nuit.
Jamais si doucement au ciel noir n'avaient lui

Les mille roses d'or d'où tombent les rosées !

Une danse effrayante, et les feuilles froissées,

Et qui rendaient un son métallique, valsaient,

Semblaient gémir sous les étoiles, et disaient

L'inexprimable horreur des amours trépassés.
Les grands hêtres d'argent que la lune baisait

Étaient des spectres : moi, tout mon sang se glaçait

En voyant mon aimée étrangement sourire.
Comme des fronts de morts nos fronts avaient pâli,

Et, muet, me penchant vers elle, je pus lire 

Ce mot fatal écrit dans ses grands yeux : l'oubli.
Le temps des lilas et le temps des roses

Ne reviendra plus à ce printemps-ci ;

Le temps des lilas et le temps des roses

Est passé, le temps des œillets aussi.
Le vent a changé, les cieux sont moroses,

Et nous n'irons plus courir, et cueillir 

Les lilas en fleur et les belles roses ;

Le printemps est triste et ne peut fleurir.
Oh ! joyeux et doux printemps de l'année,

Qui vins, l'an passé, nous ensoleiller,

Notre fleur d'amour est si bien fanée,

Las ! que ton baiser ne peut l'éveiller !
Et toi, que fais-tu ? pas de fleurs écloses,

Point de gai soleil ni d'ombrages frais ;

Le temps des lilas et le temps des roses 

Avec notre amour est mort à jamais.